# Indianapolis 500 2006

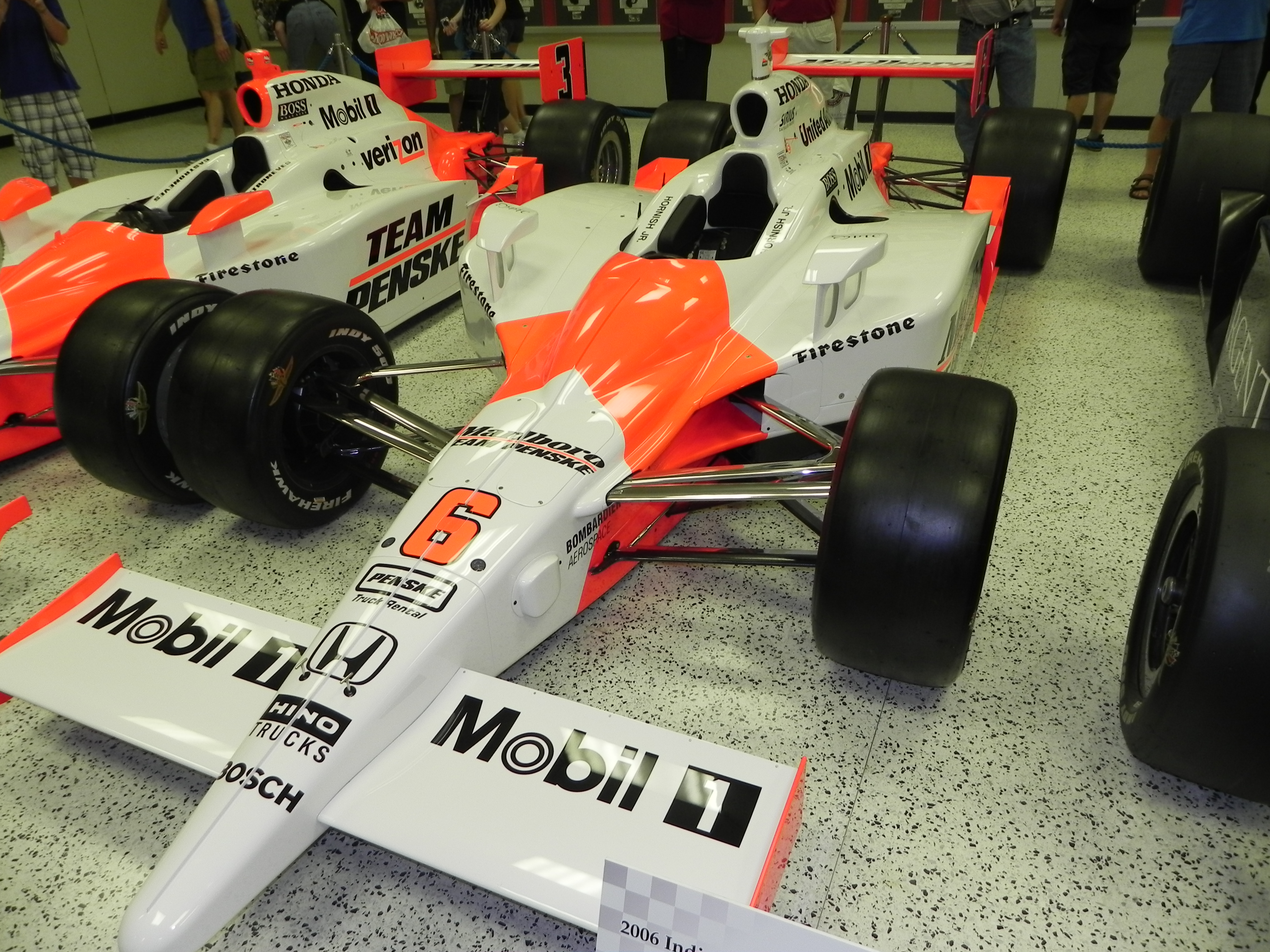
Sam Hornish Jr. vinnarbil utställd på Indianapolis Motor Speedway Museum.

Indianapolis 500 2006 var ett race som var tävlingens 90:e upplaga och slutade med seger för Sam Hornish Jr., som därmed tog sin första seger i tävlingen. Han gick i mål bara 0,0635 sekunder före Marco Andretti, vilket gjorde det till den näst jämnaste målgången i tävlingens historia. Hornish kom tillbaka från ett tidigare drivethrough-straff, och kom ikapp far och son Andretti (Michael slutade trea) under de sista varven. Marco blockerade sedan Hornish och fick en lucka, men han fick ett kast i kurva 3 på det sista varvet, vilket tillät Hornish att ta sig upp jämsides på start och målrakan, och ta sig förbi med en mycket knapp marginal. Hornish hade kört till sig pole position i tävlingen genom att vid tidskvalificeringen fullfölja fyra varv med en genomsnittshastighet av 368,43 km/h.

## Startgrid
| Plats | Förare            | Team                     | Fart                          |
| ----- | ----------------- | ------------------------ | ----------------------------- |
| 1     | Sam Hornish Jr.   | Marlboro Team Penske     | 228,985 miles (368,5156 km)/h |
| 2     | Hélio Castroneves | Marlboro Team Penske     | 228.008                       |
| 3     | Dan Wheldon       | Chip Ganassi Racing      | 227.338                       |
| 4     | Scott Dixon       | Chip Ganassi Racing      | 226.921                       |
| 5     | Tony Kanaan       | Andretti Green Racing    | 226.776                       |
| 6     | Vitor Meira       | Panther Racing           | 226.156                       |
| 7     | Kosuke Matsuura   | Fernández Racing         | 225.503                       |
| 8     | Scott Sharp       | Fernández Racing         | 225.321                       |
| 9     | Marco Andretti    | Andretti Green Racing    | 224.917                       |
| 10    | Danica Patrick    | Rahal Letterman Racing   | 224.674                       |
| 11    | Tomas Scheckter   | Vision Racing            | 224.659                       |
| 12    | Ed Carpenter      | Vision Racing            | 224.548                       |
| 13    | Michael Andretti  | Andretti Green Racing    | 224.508                       |
| 14    | Buddy Rice        | Rahal Letterman Racing   | 224.393                       |
| 15    | Townsend Bell     | Vision Racing            | 224.374                       |
| 16    | Bryan Herta       | Andretti Green Racing    | 224.179                       |
| 17    | Dario Franchitti  | Andretti Green Racing    | 223.345                       |
| 18    | Max Papis         | Cheever Racing           | 222.058                       |
| 19    | Eddie Cheever     | Cheever Racing           | 222.028                       |
| 20    | P.J. Chesson      | Hemelgarn Racing         | 221.576                       |
| 21    | Felipe Giaffone   | A.J. Foyt Enterprises    | 221.542                       |
| 22    | Jeff Bucknum      | Hemelgarn Racing         | 221.461                       |
| 23    | Larry Foyt        | A.J. Foyt Enterprises    | 221.331                       |
| 24    | Jaques Lazier     | Playa Del Racing         | 221.151                       |
| 25    | Buddy Lazier      | Dreyer & Reinbold Racing | 220.922                       |
| 26    | Jeff Simmons      | Rahal Letterman Racing   | 220.347                       |
| 27    | Al Unser Jr.      | Dreyer & Reinbold Racing | 219.388                       |
| 28    | Roger Yasukawa    | Playa Del Racing         | 218.793                       |
| 29    | Airton Daré       | Sam Schmidt Motorsports  | 218.170                       |
| 30    | Stéphane Grégoire | Team Leader Motorsports  | 217.428                       |
| 31    | Arie Luyendyk Jr. | Luyendyk Racing          | 216.352                       |
| 32    | P.J. Jones        | Team Leader Motorsports  | 215.816                       |
| 33    | Thiago Medeiros   | PDM Racing               | 215.729                       |

## Slutställning
| Plats | Förare            | Team                     | Grid |
| ----- | ----------------- | ------------------------ | ---- |
| 1     | Sam Hornish Jr.   | Marlboro Team Penske     | 1    |
| 2     | Marco Andretti    | Andretti Green Racing    | 9    |
| 3     | Michael Andretti  | Andretti Green Racing    | 13   |
| 4     | Dan Wheldon       | Chip Ganassi Racing      | 3    |
| 5     | Tony Kanaan       | Andretti Green Racing    | 5    |
| 6     | Scott Dixon       | Chip Ganassi Racing      | 4    |
| 7     | Dario Franchitti  | Andretti Green Racing    | 15   |
| 8     | Danica Patrick    | Rahal Letterman Racing   | 10   |
| 9     | Scott Sharp       | Fernández Racing         | 8    |
| 10    | Vitor Meira       | Panther Racing           | 6    |
| 11    | Ed Carpenter      | Vison Racing             | 12   |
| 12    | Buddy Lazier      | Dreyer & Reinbold Racing | 25   |
| 13    | Eddie Cheever     | Cheever Racing           | 19   |
| 14    | Max Papis         | Cheever Racing           | 18   |
| 15    | Kosuke Matsuura   | Fernández Racing         | 7    |
| 16    | Roger Yasukawa    | Playa Del Racing         | 27   |
| 17    | Jaques Lazier     | Playa Del Racing         | 24   |
| 18    | Airton Daré       | Sam Schmidt Motorsports  | 29   |
| 19    | P.J. Jones        | Team Leader Motorsports  | 32   |
| 20    | Bryan Herta       | Andretti Green Racing    | 16   |
| bröt  | Felipe Giaffone   | A.J. Foyt Enterprises    | 21   |
| bröt  | Townsend Bell     | Vision Racing            | 15   |
| bröt  | Jeff Simmons      | Rahal Letterman Racing   | 26   |
| bröt  | Al Unser Jr.      | Dreyer & Reinbold Racing | 27   |
| bröt  | Hélio Castroneves | Marlboro Team Penske     | 2    |
| bröt  | Buddy Rice        | Rahal Letterman Racing   | 14   |
| bröt  | Tomas Scheckter   | Vision Racing            | 11   |
| bröt  | Arie Luyendyk Jr. | Luyendyk Racing          | 31   |
| bröt  | Stéphane Grégoire | Leader Cards Racing      | 30   |
| bröt  | Larry Foyt        | A.J. Foyt Enterprises    | 23   |
| bröt  | Thiago Medeiros   | PDM Racing               | 33   |
| bröt  | Jeff Bucknum      | Hemelgarn Racing         | 22   |
| bröt  | P.J. Chesson      | Hemelgarn Racing         | 20   |